# بازيجا
بازيجا (بالفرنسية:Bazèga) هي إحدى محافظات بوركينا فاسو الخمس وأربعون، وتقع في منطقة الوسط الجنوبي، عاصمتها كومبيسيري.

## التعليم
في عام 2011، كان في المحافظة 187 مدرسة إبتدائية، و 23 مدرسة ثانوية.

## الرعاية الصحية
في عام 2011 كان لدى المحافظة 37 مركزًا للصحة والترويج الإجتماعي، و7 أطباء، و109 ممرض. 

## التقسيم الإداري
تنقسم بازيجا إلى 7 أقسام أو بلديات وهم:
1. دولوغو(بالفرنسية: Doulougou)
2. غاونغو(بالفرنسية: Gaongo)
3. إبليسي(بالفرنسية: Ipelcé)
4. كاياو(بالفرنسية: kayao)
5. كومبيسيري(العاصمة) (بالفرنسية: Kombissiri)
6. سابوني(بالفرنسية: Saponé)
7. تويسي(بالفرنسية: Toécé)

## التركيبة السكانية حسب الجنس
حسب إحصاءات 2024، فإن عدد الذكور كان 145,183 نسمة، وعدد الإناث كان 161,516 نسمة.

## التركيبة السكانية حسب الفئات العمرية
حسب إحصاءات 2024، فإن عدد السكان الذي يتراوح عمرهم بين 0-14 عامًا كان 137,878 نسمة، وعدد السكان الذي يتراوح عمرهم بين 15-64 عامًا كان 153,580 نسمة وعدد السكان الذي يتخطى عمرهم سن 65 كان 15,241 نسمة.

## التحضر
حسب إحصاءات 2019، فإن عدد السكان الذين يعيشون في الريف كان 252,253 نسمة، وعدد السكان الذين يعيشون في الحضر كان 28,617 نسمة.